# Kollikodon
Kollikodon es un género extinto de monotremas platípodos pertenecientes a la familia Kollikodontidae, del que sólo se conoce una especie, Kollikodon ritchei (Flannery, Archer, Rich & Jones, 1995) que habitó durante el periodo Albiense, en el Cretácico Inferior, hace aproximadamente 100-104 millones de años.
Este animal es conocido exclusivamente por un fragmento opalizado del hueso dentario con un premolar y dos molares hallado en Nueva Gales del Sur, Australia y en principio fue clasificado en el género Steropodon.
Es una especie relativamente grande para la fauna del Mesozoico. Teniendo en cuenta que los molares tienen una longitud aproximada de 5'5 mm y una anchura entre 4 y 6, se supone que pudieron llegar a medir un metro de altura.
A pesar de los poco datos disponibles, se puede aventurar que tenían hábitos acuáticos puesto que la extraña anatomía de los dientes parece estar diseñada para crujir los caparazones y conchas de invertebrados acuáticos.